# بين كيتينغ
بين كيتينغ (بالإنجليزية: Ben Keating)‏ هو شخصية أعمال أمريكي، ولد في 18 أغسطس 1971 في تومبول في الولايات المتحدة.

## روابط خارجية
- بين كيتينغ على موقع DriverDB.com (الإنجليزية)